# GE Lighting
GE Lighting là một bộ phận của General Electric có trụ sở tại Nela Park, East Cleveland, Ohio, Hoa Kỳ, có số nhân viên là 17.000 người. Khởi nguồn của công ty bắt đầu từ nghiên cứu của Thomas Edison về chiếu sáng.